# Samsung Galaxy A80
A Samsung Galaxy A80 egy olyan Androidos okostelefon, amelyet a Samsung Electronics tervezett, fejlesztett, gyártott és forgalmazott a Samsung Galaxy A széria részeként. A Samsung Galaxy A80-at 2019 áprilisában mutatták be. Magyarországon 2019 vége felé jelent meg.

## Specifikációk
A Galaxy A80 egy 6,7 hüvelykes, HD-s 1080 × 2400 pixel felbontású Super AMOLED 20:9 képarányú okostelefon. Ez az első Samsung-telefon, amely megkapta az Új Infinitív technológiát. A telefon kapott egy Snapdragon 730-as chipet, amelynek két, 2,2 GHz frekvenciájú és hatmagos 1,7 GHz-es frekvenciájú. 8 GB RAM-mal és 128 GB tárhellyel rendelkezik, amelyet nem lehet bővíteni. A telefon mérete 165,2 × 76,5 × 9,3 mm. A telefon 3700 mAh-es akkumulátort kapott és 25 W-os szupergyors töltőt.
A Samsung Galaxy A80 hármas kamerarendszerrel van ellátva: egy 48 megapixeles főkamerát, egy ultraszéles látószögű 8 megapixeles kamerát és egy ToF szenzort tartalmaz. A telefonnak nincsen előlapi kamerája, helyette a hátlapi kamera fordul előre 180 fokos szögben.